# کنتاک (ویرجینیای غربی)
کنتاک (به انگلیسی: Kentuck) یک منطقهٔ مسکونی در ایالات متحده آمریکا است که در شهرستان جکسون، ویرجینیای غربی قرار دارد.